# Chikila darlong
Chikila darlong é uma espécie de anfíbio anuro da família Chikilidae. Está presente na Índia. A UICN classificou-a como pouco preocupante.